# Comté de Jasper (Caroline du Sud)
Pour les articles homonymes, voir Jasper et Comté de Jasper.
Le comté de Jasper est l’un des 46 comtés de l’État de Caroline du Sud, aux États-Unis. Il a été fondé en 1912. Son siège est la ville de Ridgeland. Selon le recensement de 2010, la population du comté est de 24 777 habitants.

## Géographie
Le comté a une superficie de 1 812 km², dont 1 699 km² est de terre. 

## Démographie
| 1920  | 1930  | 1940   | 1950   | 1960   | 1970   |
| ----- | ----- | ------ | ------ | ------ | ------ |
| 9 868 | 9 988 | 11 011 | 10 995 | 12 237 | 11 885 |

| 1980   | 1990   | 2000   | 2010   | - | - |
| ------ | ------ | ------ | ------ | - | - |
| 14 504 | 15 487 | 20 678 | 24 777 | - | - |